# Cascada (Kartoffel)
Cascada ist eine vorwiegend festkochende bis schwach mehlige Speisekartoffelsorte, die vom Bundessortenamt im Jahre 2009 zugelassen wurde. Sie ist mittelspät bis spät reifend. Züchter ist die Firma Norika.
Der Ertrag der Kartoffel ist hoch bis sehr hoch, der Stärkeertrag mittel. Die Kartoffel hat eine ovale Knollenform mit gelber, glatter Schale. Die Augenlage ist flach, die tiefgelbe Fleischfarbe verfärbt sich nach dem Kochen sehr schwach bis schwach. Der Geschmack hat nur geringe Mängel.